# Operator pocztowy
Operator pocztowy – przedsiębiorca uprawniony do wykonywania działalności pocztowej, na podstawie wpisu do rejestru operatorów pocztowych.
W Polsce funkcję operatora wyznaczonego, tj. zobowiązanego do świadczenia usług powszechnych, decyzją prezesa Urzędu Komunikacji Elektronicznej pełni od 1 stycznia 2016 do 31 grudnia 2025 Poczta Polska Spółka Akcyjna.